# Ponale
Il Ponale è un torrente che ha origine dal Lago di Ledro e termina nel Lago di Garda con una cascata di circa 30 metri detta Cascata del Ponale. Il corso del torrente è interamente compreso nel comune di Ledro.
Quando nelle montagne circostanti è in corso un evento meteorico a carattere temporalesco attraverso il suo solco soffia un vento tipico detto Ponal che una volta giunto sul Lago di Garda ha la caratteristica di aprirsi a raggiera.
Nella valle generata dal torrente si trova una famosa e antica strada, oggi meta di numerosi appassionati di mountain bike: Strada del Ponale.